# Grade-Automobil-Werke

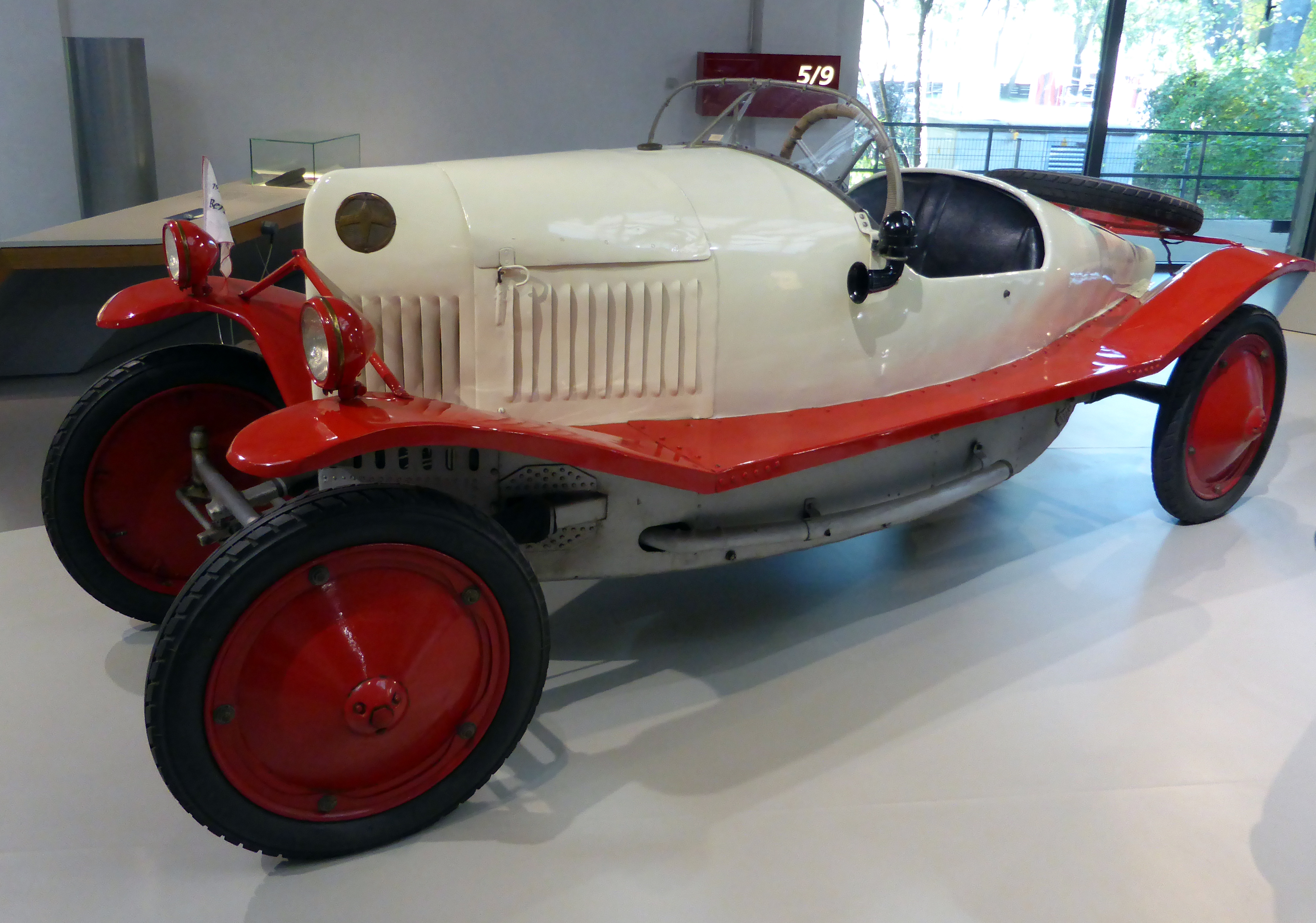
Grade-Wagen 4/16 PS, Baujahr 1922 (Ausgestellt im Deutschen Technikmuseum Berlin)

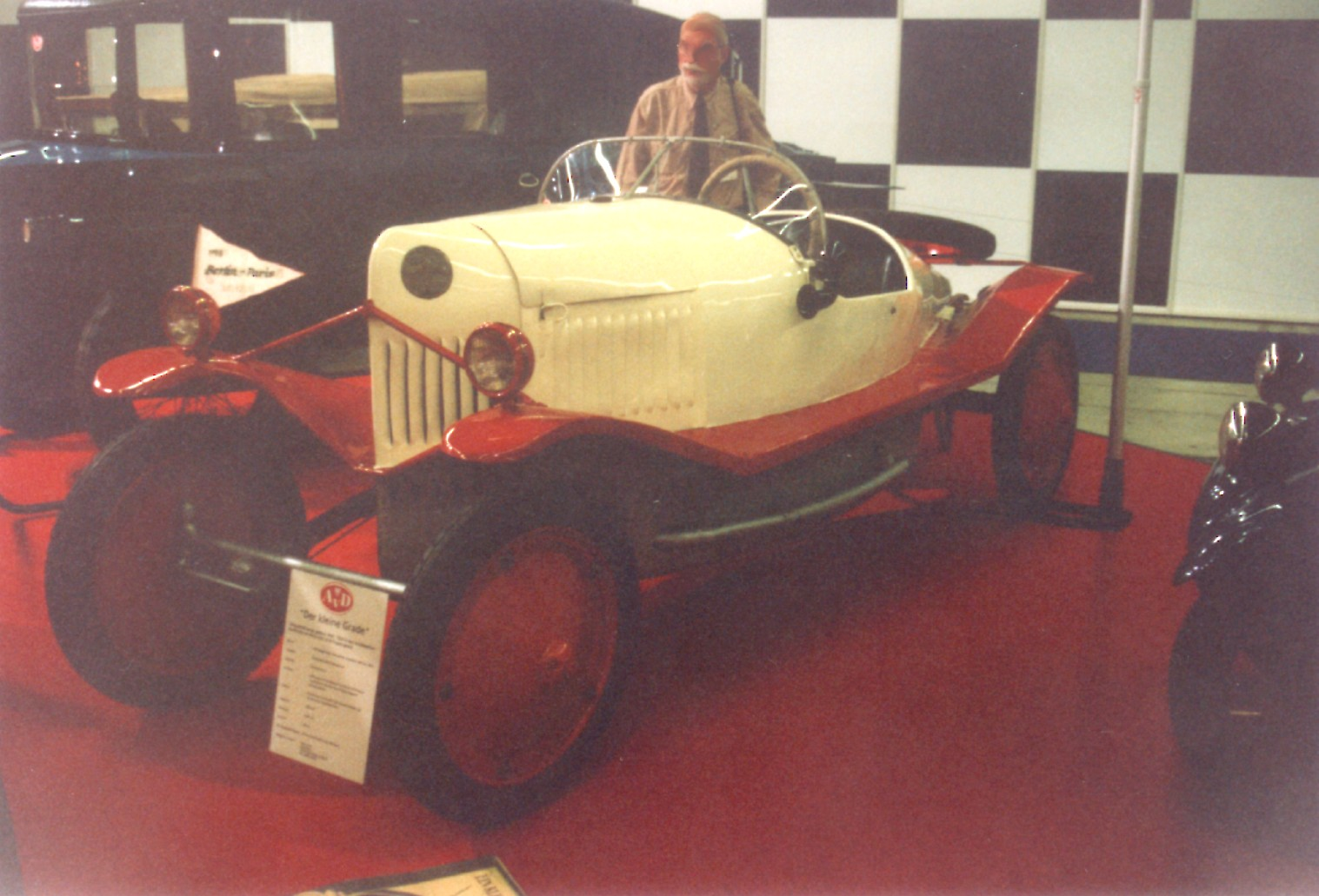
Grade Kleinwagen 4/16 PS (1922–1928)

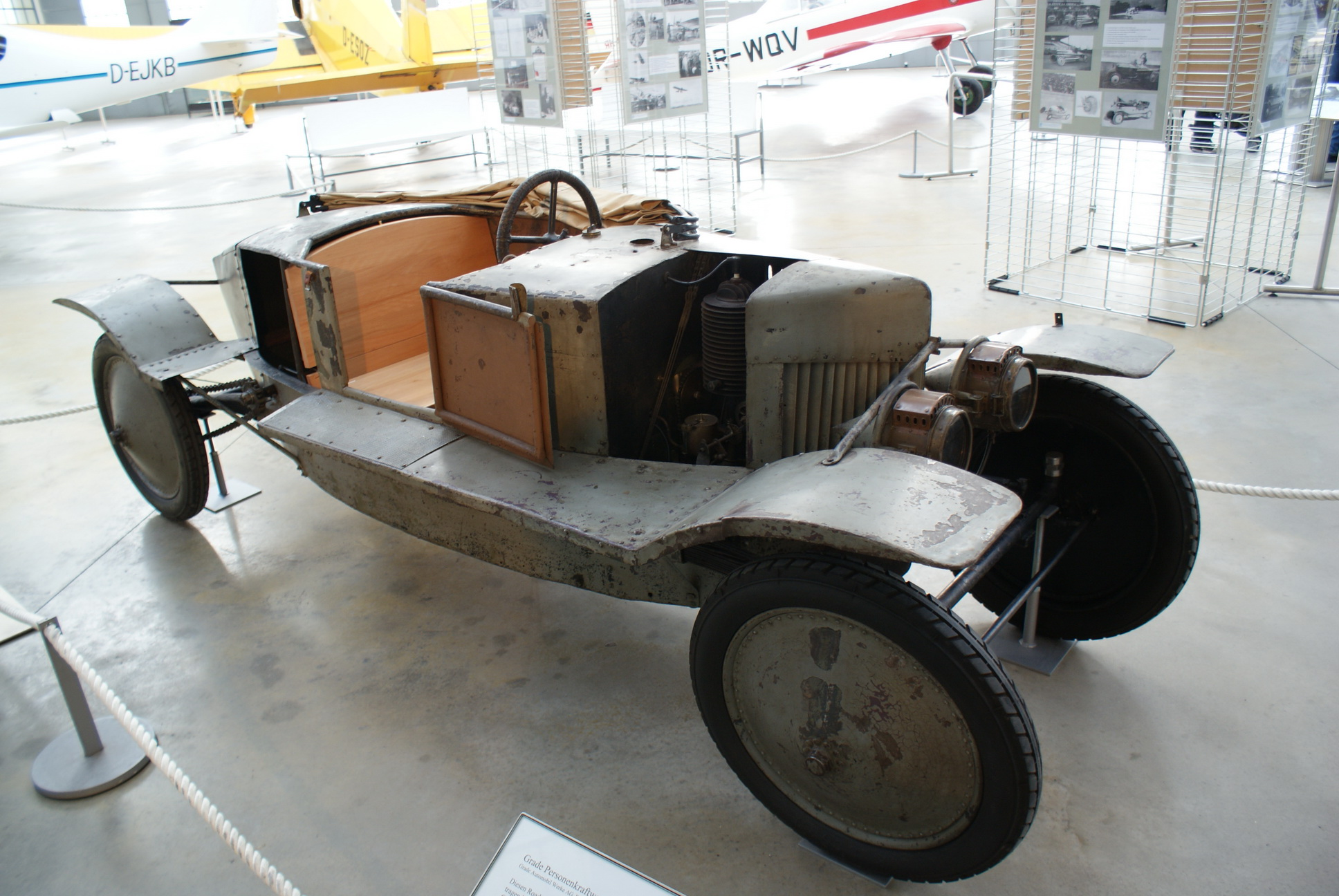
Grade Kleinwagen

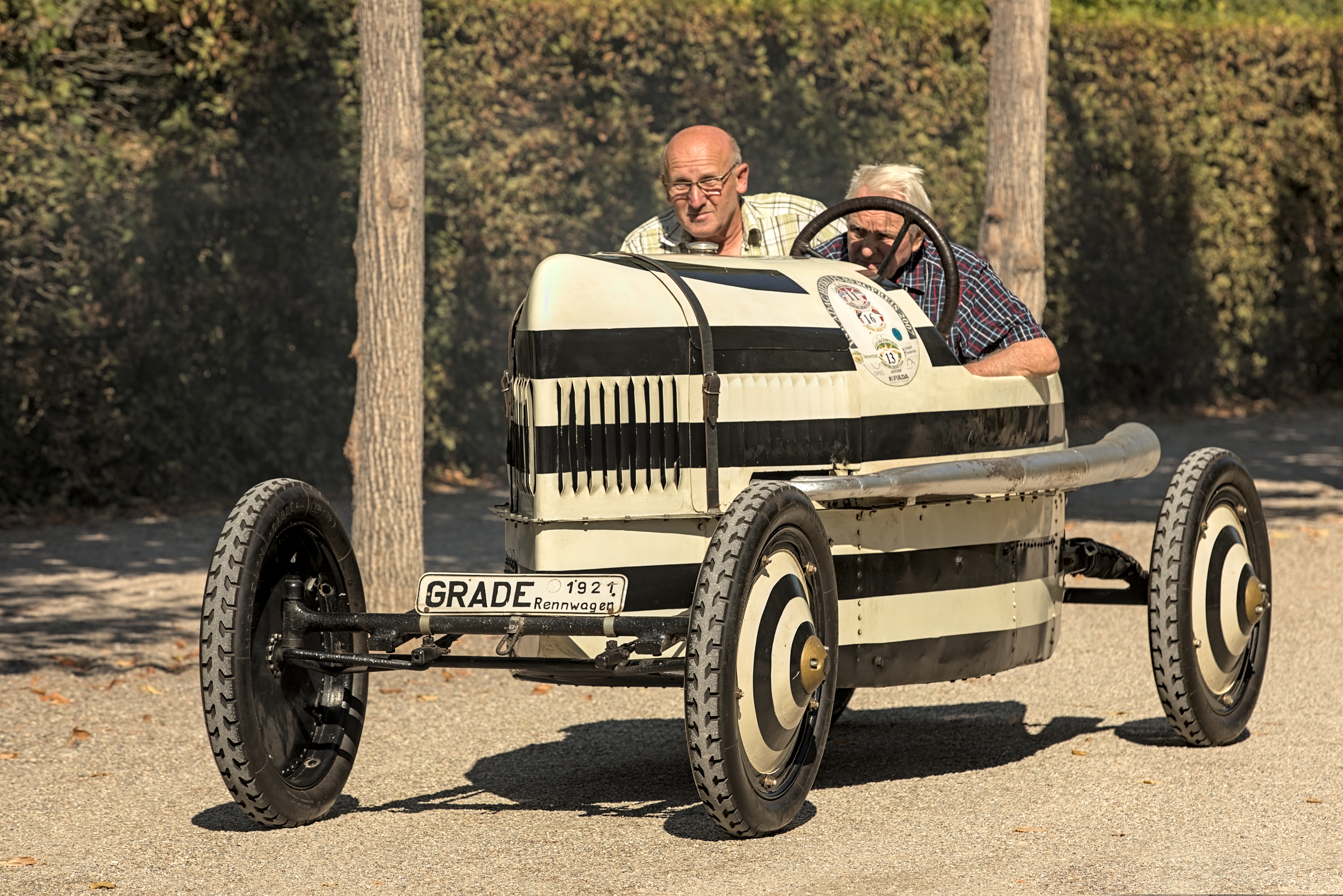
Grade F 2 Rennwagen (1921)

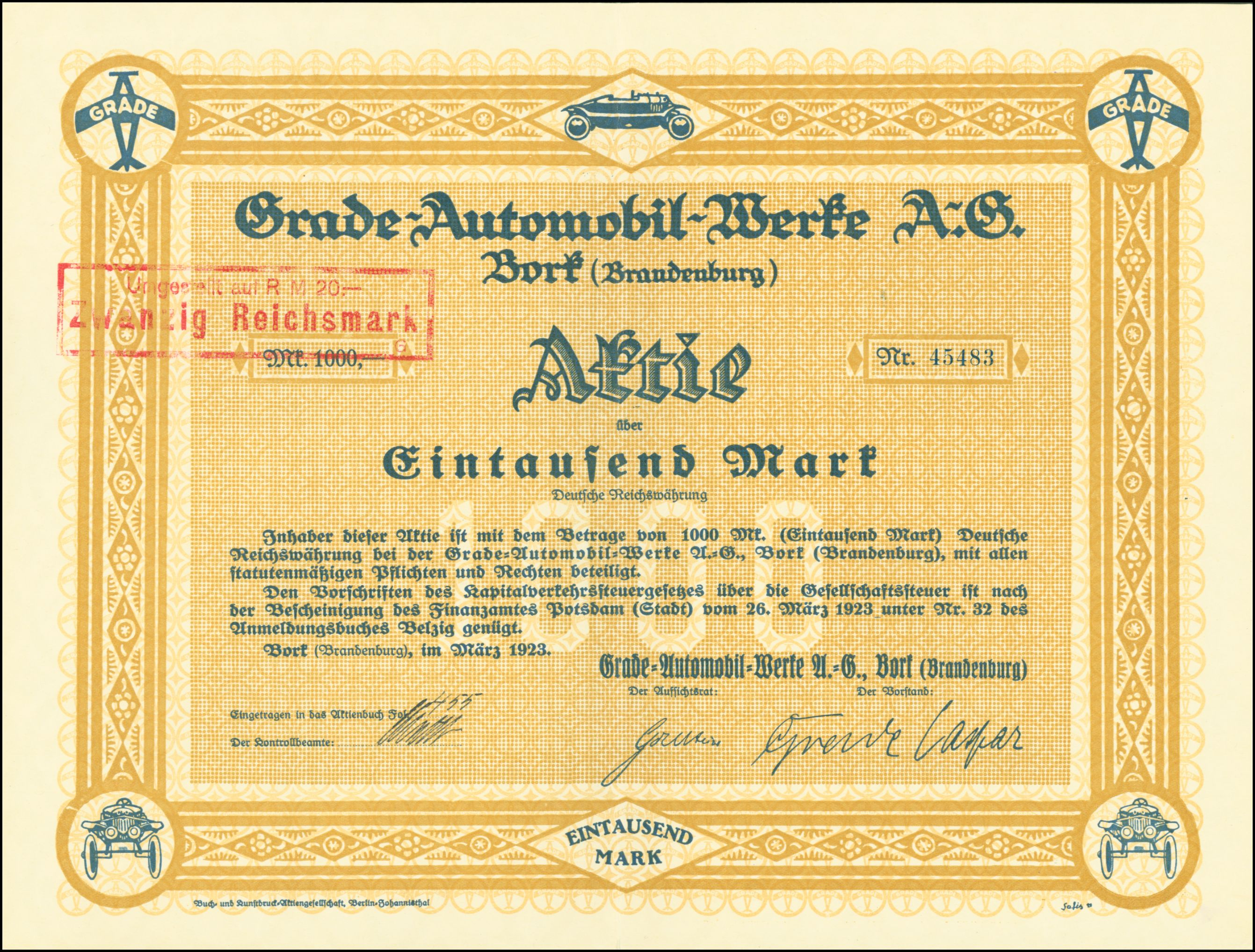
Aktie über 1000 Mark der Grade-Automobil-Werke AG vom März 1923

Die Grade-Automobil-Werke AG, ab 1925 Grade-Automobil-AG, war ein deutsches Unternehmen in der Rechtsform einer Aktiengesellschaft mit Sitz in der Kolonie Bork (heute Gemeinde Borkheide) in Brandenburg, das in den 1920er-Jahren Kleinwagen produzierte.

## Unternehmensgeschichte
Im Februar 1921 wurde die Grade-Automobil-Werke AG vom Flugzeugkonstrukteur Hans Grade zur Herstellung von Kleinwagen gegründet. Die Bestimmungen des Versailler Vertrags untersagten nach dem Ersten Weltkrieg weitgehend die Flugzeugbau-Aktivitäten in Deutschland, so dass sich viele Flugzeugbauer auf benachbarte Gebiete wie den Fahrzeugbau begaben. Noch im gleichen Jahr stellte das Unternehmen auf der Berliner Automobilausstellung einen offenen Zweisitzer vor. 1922 wurde die Motorpflug-Fabrik Carl Rüttgers in Berlin-Hohenschönhausen übernommen, wodurch eine erhebliche Vergrößerung der Produktionskapazitäten erreicht wurde.
Nach dem Ende der Hochinflation wurde zunächst am 4. März 1924 die Fertigstellung des tausendsten Fahrzeugs gefeiert. Schon kurz vor der endgültigen Währungsreform traten im Juli 1924 finanzielle Schwierigkeiten auf, woraufhin das Unternehmen für fünf Monate unter Geschäftsaufsicht gestellt wurde. Das Werk in Berlin-Hohenschönhausen wurde dabei einer der Gläubiger-Banken zugesprochen und in der Folge nicht mehr von Grade betrieben. 1925 wurde das Aktienkapital von (inflationsbedingten) 100 Millionen Mark auf 246.000 Reichsmark neuer Währung umgestellt. Etwa gleichzeitig erfolgte die Umfirmierung in Grade-Automobil-AG. 1928 endete die Produktion. Die Liquidation des Unternehmens zog sich über einige Jahre hin, bis es 1935 aus dem Handelsregister gelöscht wurde.
Insgesamt entstanden etwa 2000 oder etwa 2500 Fahrzeuge.
Mindestens ein Fahrzeug nahm 1923 am Kleinautorennen auf der Berliner AVUS teil.
1977 waren noch drei existierende Fahrzeuge bekannt.
Die Austro-Grade Automobilfabrik aus Klosterneuburg in Österreich stellte zwischen 1923 und 1926 ebenfalls Automobile her, an diesem Unternehmen war die Grade-Automobil-Werke AG bzw. Grade-Automobil-AG beteiligt.

## Fahrzeuge

### Grade F 1
Das 1921 präsentierte Modell Grade F 1 hatte einen Einzylinder-Zweitaktmotor mit 97 mm Bohrung, 120 mm Hub und 887 cm³ Hubraum, der 12 PS entwickelte. Dieses Modell entstand bis Ende 1921 in wenigen Exemplaren.

### Grade F 2 und F 2 A
Ende 1921 oder Anfang 1922 erschien der Grade F 2. Er hatte einen Zweizylindermotor mit 70 mm Bohrung, 105 mm Hub und von 808 cm³ Hubraum aus eigener Entwicklung. Der Motor leistete anfangs 14 PS, später 16 PS. Es war ohne Fahrgestell, also selbsttragend, konstruiert. Das Antriebskonzept mit Zweizylindermotor, Reibradgetriebe und Riemenantrieb auf die Hinterachse, die daher ohne Differential auskam, und die konsequente Anwendung des Leichtbauprinzips rücken den Grade 4/16 PS in die Nähe der Cyclecars, wenn er dafür auch eher groß war. 1924 war dieser Typ sogar der in Deutschland am häufigsten verkaufte Kleinwagen.
1925 folgte der Grade F 2 A. Sein Motor mit den gleichen Maßen hatte anstelle der bisher verwendeten Plattenventile zur Einlasssteuerung der Frischgase normale Einlasskanäle, was zuverlässiger und einfacher funktionierte. Die Motorleistung betrug nun 16 PS. Der Radstand war von 295 cm auf 290 cm reduziert worden. Die Spurweite betrug weiterhin 100 cm. Die Fahrzeuge waren mit elektrischem Licht und Anlasser ausgestattet.
Als aber Opel und Hanomag ihre Kleinwagen auf den Markt brachten, hatte das leichte Gefährt mit dem bootsförmigen Aufbau keine Chance mehr. Dazu lag auch der Preis mit 3000 Reichsmark im Jahre 1924 zu hoch, während der Hanomag 2/10 PS wesentlich billiger war.
| Typ                    | Kleinwagen 4/16 PS                                  |
| Bauzeitraum            | 1922–1928                                           |
| Aufbauten              | zweisitziger Roadster                               |
| Motor                  | Zweizylinder-Reihenmotor, Zweitakt                  |
| Ventile                | ohne                                                |
| Bohrung × Hub          | 70 mm × 105 mm                                      |
| Hubraum                | 808 cm³                                             |
| Leistung               | 10,3–11,8 kW (14–16 PS)                             |
| bei Drehzahl           | 1800 min−1                                          |
| Verdichtung            | 4,8 : 1                                             |
| Verbrauch              | 8 l/100 km                                          |
| Getriebe               | Reibradgetriebe, 4-stufig mit Schaltung innen links |
| Höchstgeschwindigkeit  | 75 km/h                                             |
| Leergewicht            | 400 kg                                              |
| Elektrik               | 6 Volt                                              |
| Länge                  | 3670 mm                                             |
| Breite                 | 1250 mm                                             |
| Höhe                   | 1700 mm (mit Verdeck)                               |
| Radstand               | 2950 mm (1922–1924) 2900 mm (1925–1928)             |
| Spurweite vorne/hinten | 1000 mm / 1000 mm                                   |
| Reifengröße            | 710 × 90 HD                                         |

### Grade F 4 A
Der Grade F 4 A erschien 1926. Er hatte einen Vierzylinder-Zweitaktmotor mit 56 mm Bohrung, 100 mm Hub, 980 cm³ Hubraum und 24 PS Leistung. Bei einer Spurweite von 125 cm betrug der Radstand 300 cm. Dieses Modell hatte ein Differenzial. Die Karosserie bot Platz für vier Personen. Bis 1928 entstanden nur wenige Fahrzeuge.